# Городок Анара
«Городок Анара» (груз. ქალაქი ანარა) — советский художественный фильм 1976 года режиссёра Ираклия Квирикадзе производства Грузия-фильм, комедия.

## Сюжет
Небольшой грузинский городок Анара. Варлам, сын старого Тадеоза, который считается лучшим тамадой города, не пошёл по стопам отца и работает простым метеорологом. Но когда Тадеоз умирает, Варламу достаётся в наследство самый большой в Грузии рог. Проблема в том, что по традиции рог может перейти к любому, кто сможет выпить его содержимое за один раз.

## В ролях
- Резо Эсадзе — Варлам
- Сесилия Такайшвили — Елена, мать Варлама
- Рамаз Чхиквадзе — Антон, друг и коллега Варлама
- Генриетта Лежава — Дона, сестра Тартароза
- Зураб Капианидзе — Зура
- Давид Абашидзе — человек, желающий заполучить рог
- Эроси Манджгаладзе — Пируз Саликашвили, хитрец, сумевший обманом заполучить рог
- Кахи Кавсадзе — человек, желающий заполучить рог
- Шалва Херхеулидзе — Тартароз Торушелидзе, знаменитый тамада, отец Варлама (роль дублирует И. Рыжов)
- Бухути Закариадзе — дядя Варлама
- Борис Ципурия — друг Пируза Саликашвили
- Жанри Лолашвили — зять Варлама
- Давид Папуашвили — друг Пируза Саликашвили
- Лия Тохадзе — сестра Варлама
- Отар Зауташвили — друг Тартароза
- Ясон Бакрадзе — человек, желающий получить рог
- Мака Махарадзе — актриса самодеятельного театра
- Василий Кахниашвили — родственник в инвалидном кресле
- Лия Капанадзе — невеста Варлама

## Съёмочная группа
- Режиссёр: Ираклий Квирикадзе
- Сценарист: Ираклий Квирикадзе
- Оператор: Юрий Кикабидзе
- Композитор: Теймураз Бакурадзе
- Художник: Джемал Мирзашвили, Георгий Микеладзе

## Награды
- Ираклий Квирикадзе в 1978 году получил приз FIPRESCI международного кинофестиваля в Локарно.